# Новая Гвинея (австралийская территория)
Территория Новая Гвинея (англ. Territory of New Guinea) — мандатная территория, переданная Лигой Наций в управление Австралии после поражения Германской империи в Первой мировой войне.
В неё входила часть бывшей колонии Германская Новая Гвинея — северо-восточная часть острова Новая Гвинея (Земля Кайзера Вильгельма), архипелаг Бисмарка, острова Адмиралтейства, Северные Соломоновы острова (острова Бугенвиль и Бука) и другие прилегающие острова.
Территория была оккупирована австралийскими войсками в 1914 году. 17 сентября 1914 года исполнявший обязанности губернатора Германской Новой Гвинеи подписал акт о капитуляции в присутствии офицера, руководившего военной экспедицией, направленной из Австралии. До 9 мая 1921 года, когда была сформирована гражданская администрация, территория находилась под военным управлением. Условия мандата Лиги Наций были согласованы 17 декабря 1920 года, однако территория была передана в управление Австралии только в апреле 1921 года. Во время Второй мировой войны Территория Новая Гвинея была оккупирована Японией и стала ареной интенсивных боёв. 13 декабря 1946 года Территория получила статус подмандатной территории ООН под управлением Австралии.
В соответствии с Актом о Папуа и Новой Гвинее от 1949 года Территория Новая Гвинея и Территория Папуа были объединены в единое административное образование Территория Папуа — Новая Гвинея.